# Frucourt
Frucourt é uma comuna francesa na região administrativa de Altos da França, no departamento de Somme. Estende-se por uma área de 5,27 km². Em 2010 a comuna tinha 132 habitantes (densidade: 25 hab./km²).